# ماتس نيلسون
ماتس نيلسون (بالسويدية: Mats Nilsson)‏ هو منافس ألعاب قوى سويدي، ولد في 16 يوليو 1975 في Tyresö Municipality ‏ في السويد.

## وصلات خارجية
- ماتس نيلسون على موقع الاتحاد الدولي لألعاب القوى (الإنجليزية)